# Tour de Umbría
El Tour de Umbría es una antigua carrera ciclista italiana creada en 1910 y disputada en la región de Umbría. Hasta 1938, estaba reservada a independientes y a amateurs. En 1992 fue sustituida por el Trofeo Melinda.

## Palmarés
| Año                               | Ganador                  | Segundo                  | Tercero                  |
| --------------------------------- | ------------------------ | ------------------------ | ------------------------ |
| 1910                              | Alfredo Tibiletti        | Luigi Cagna              | Attilio Mantovani        |
| 1911                              | Giuseppe Azzini          | Camillo Bertarelli       | Labindo Mancinelli       |
| 1912                              | Giuseppe Bonfanti        | Luigi Luscotti           | Giovanni Bassi           |
| 1913-1918 ediciones no realizadas |                          |                          |                          |
| 1919                              | Arturo Ferrario          | Frédéric Bessy           | Sébastien Laroche        |
| 1920-1921 ediciones no realizadas |                          |                          |                          |
| 1922                              | Michele Gordini          |                          |                          |
| 1923                              | Giuseppe Trentarossi     | Guido Messeri            | Alfredo Ciotti           |
| 1924                              | Pietro Bestetti          | Michele Gordini          | Domenico Sangiorgi       |
| 1925 edición no realizada         |                          |                          |                          |
| 1926                              | Emilio Petiva            | Alfredo Barducci         | Azeglio Terreni          |
| 1927 edición no realizada         |                          |                          |                          |
| 1928                              | Leonida Frascarelli      |                          |                          |
| 1929                              | Marcello Neri            |                          |                          |
| 1930                              | Ambrogio Morelli         | Remo Bertoni             | Antonio Liguori          |
| 1931                              | Ettore Meini             | Attilio Pavesi           | Ascanio Arcangeli        |
| 1932                              | Giovanni Mancinelli      | Ascanio Arcangeli        | Ernesto Taddei           |
| 1933                              | Aldo Bini                | Adalino Mealli           | Giovanni Mancinelli      |
| 1934 edición no realizada         |                          |                          |                          |
| 1935                              | G. Doni                  |                          |                          |
| 1938                              | Secondo Magni            | Enrico Mara              | Enrico Mollo             |
| 1936-1937 ediciones no realizadas |                          |                          |                          |
| 1939                              | Giordano Cottur          | Vasco Bergamaschi        | Giovanni De Stefanis     |
| 1940                              | Aldo Ronconi             | Glauco Servadei          | Mario De Benedetti       |
| 1941                              | U. Mancinelli            |                          |                          |
| 1942-1946 ediciones no realizadas |                          |                          |                          |
| 1947                              | Marcello Roggi           |                          |                          |
| 1948                              | Tino Cargioli            |                          |                          |
| 1949                              | Amédée Rolland           | Nazzareno Moretti        | Fausto Morini            |
| 1950                              | Renzo Soldani            | Luciano Frosini          | Umberto Drei             |
| 1951 edición no realizada         |                          |                          |                          |
| 1952                              | Mario Rosario            | Fernando Desideri        | Noè Conti                |
| 1953                              | Pietro Nascimbene        | Bruno Tognaccini         | Gianfranco Sobrero       |
| 1954                              | Giuseppe Marcoccia       | Virgilio Rezzi           | Italo Mazzacurati        |
| 1955                              | Ardelio Trapé            | Carlo Azzini             | Giuseppe Morini          |
| 1956                              | Bruno Tognaccini         | Glauco Servadei          | Mario De Benedetti       |
| 1957-1969 ediciones no realizadas |                          |                          |                          |
| 1970                              | Gianni Motta             | Renato Laghi             | Donato Giuliani          |
| 1971                              | Antoine Houbrechts       | Luigi Sgarbozza          | Roberto Poggiali         |
| 1972                              | Enrico Paolini           | Roberto Poggiali         | Arnaldo Caverzasi        |
| 1973                              | Giancarlo Polidori       | Fabrizio Fabbri          | Antonio Salutini         |
| 1974                              | Francesco Moser          | Franco Bitossi           | Felice Gimondi           |
| 1975                              | Francesco Moser          | Fabrizio Fabbri          | Giovanni Battaglin       |
| 1976                              | Roberto Poggiali         | Antoine Houbrechts       | Enrico Paolini           |
| 1977                              | Francesco Moser          | Franco Bitossi           | Giacinto Santambrogio    |
| 1978                              | Gianbattista Baronchelli | Giovanni Battaglin       | Mario Beccia             |
| 1979                              | Carmelo Barone           | Pierino Gavazzi          | Silvano Contini          |
| 1980                              | Roberto Ceruti           | Carmelo Barone           | Palmiro Masciarelli      |
| 1981                              | Francesco Moser          | Jean-Marie Grezet        | Pierino Gavazzi          |
| 1982                              | Gianbattista Baronchelli | Emanuele Bombini         | Giovanni Mantovani       |
| 1983                              | Francesco Moser          | Marino Lejarreta         | Gianbattista Baronchelli |
| 1984                              | Mario Beccia             | Gianbattista Baronchelli | Silvano Contini          |
| 1985                              | Claudio Corti            | Marino Amadori           | Giuseppe Passuello       |
| 1986                              | Stefano Colagè           | Roberto Pagnin           | Palmiro Masciarelli      |
| 1987                              | Silvano Contini          | Francesco Cesarini       | Renato Piccolo           |
| 1988                              | Luigi Furlan             | Luigi Botteon            | Danilo Gioia             |
| 1989                              | Stefano Colagè           | Ivan Ivanov              | Michele Moro             |
| 1990                              | Massimo Ghirotto         | Daniel Castro            | Edoardo Rocchi           |
| 1991                              | Edoardo Rocchi           | Michele Moro             | Massimiliano Lelli       |

## Palmarés por países
| País    | Victorias |
| ------- | --------- |
| Italia  | 48        |
| Francia | 1         |
| Bélgica | 1         |